# 애니메 페스티벌 아시아
C3AFA, also known as 아니메 페스티벌 아시아 (AFA),는 동남아시아 지역에서 열리는 일련의 일본의 애니메이션 컨벤션으로, 싱가포르에서 연례 핵심 컨벤션이 열린다. 주요 컨벤션은 전통적으로 11월 말에서 12월 초 주말에 열린다. 2008년부터 2011년까지 선텍 싱가포르 국제 컨벤션 및 전시 센터에서 개최되었으나, 그 해 선텍 컨벤션 센터의 리노베이션 작업으로 인해 2012년 싱가포르 엑스포 MAX 파빌리온으로 이전되었다. 컨벤션은 2013년 선텍 컨벤션 센터로 돌아왔고 현재까지 그곳에서 열리고 있다.
위성 컨벤션은 푸트라 월드 트레이드 센터, 쿠알라룸푸르, 말레이시아; 자카르타 국제 엑스포, 크마요랑, 자카르타, 인도네시아; 로열 파라곤 홀, 방콕, 태국; 그리고 인도네시아 컨벤션 전시회, 탕그랑, 자카르타 대도시권, 인도네시아에서도 개최되었다.
주요 컨벤션과 함께 AFA는 아니메 및 망가 산업에 초점을 맞춘 정기적인 비즈니스 컨퍼런스도 개최한다. 이 중 첫 번째는 2009년에 열린 애니메이션 아시아 컨퍼런스였다.
AFA의 참가자는 2016년 94,270명, 2017년 96,000명, 2018년 105,000명이었다. 2008년부터 2018년까지의 총 누적 참가자 수는 약 1,700,000명이다.
AFA와 그 대표적인 일본 음악 콘서트 I Love Anisong의 지속적인 조직은 SOZO Pte Ltd.가 관리한다. 2017년, SOZO는 일본, 홍콩, 중국에서 C3 이벤트를 주최하는 소츠(Sotsu)와 파트너십을 맺고 C3AFA를 결성했다. 2018년, SOZO와 싱가포르 게임 및 스포츠 이벤트인 GameStart의 주최자인 엘리펀트(Eliphant)는 이 지역에 더 많은 콘텐츠를 가져오기 위한 전략적 제휴를 맺었다.

## 역사

### 2008
싱가포르 선텍 컨벤션 홀에서 처음 개최되었다. 스튜디오 4°C의 애니메이션 감독 모리모토 코지와 건담의 메카닉 디자이너 오오카와라 쿠니오를 산업 강연에 초대할 수 있었다. 미즈키 이치로와 May'n (그녀의 첫 해외 콘서트)도 행사에 참여했다.

### 2009

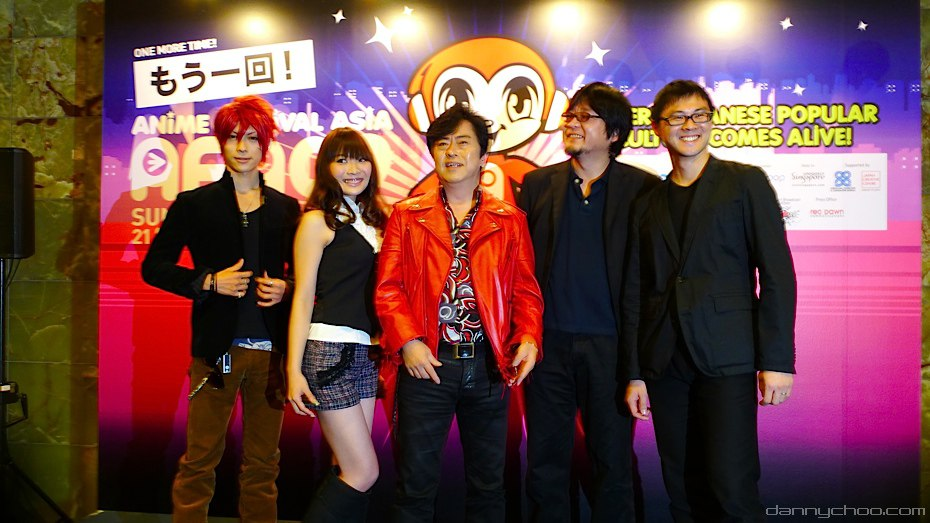
2009년 싱가포르 축제에서 아니메 인물 카나메, May'n, 우치로 미즈키, 호소다 마모루 및 사진작가 대니 추

대니 추와 카나메를 행사에 초대할 수 있었다.
"모에모에 큥 메이드 카페"라는 메이드 카페를 만들었다.
유명 가수로는 행사 1일차에 이치로 미즈키와 듀엣을 부른 나카가와 쇼코와 행사 2일차에 May'n과 듀엣을 부른 후쿠야마 요시키가 있었다. 하츠네 미쿠는 해외에서 첫 "라이브" 솔로 공연을 가졌다.
싱가포르, 말레이시아, 태국, 인도네시아, 필리핀의 코스플레이어들이 2인 팀으로 경쟁하는 최초의 "지역 코스프레 챔피언십"이 개최되었다.
케이온!의 성우 4명을 초대하여 특정 장면의 첫 라이브 더빙을 선보였다.

### 2010
11월 12~14일에 개최되었다.
은털새속과 알미라 고시엥피아오, 그리고 카나메가 코스프레 심사위원으로 초청되었다.
성우 하나자와 카나와 밀키 홈즈가 행사에 초청되었다.
"아틀리에 로얄"이라는 버틀러 카페가 운영되었다.
초청 가수로는 AKB48, Angela, 미즈키 이치로, JAM Project. May'n 그리고 SCANDAL이 포함되었다.
영화 극장판 기동전사 건담 00 -A wakening of the Trailblazer-와 스즈미야 하루히의 소실은 DVD 또는 블루레이 출시 전에 상영되었다.

### 2011
행사 확정 날짜: 11월 11일~13일.

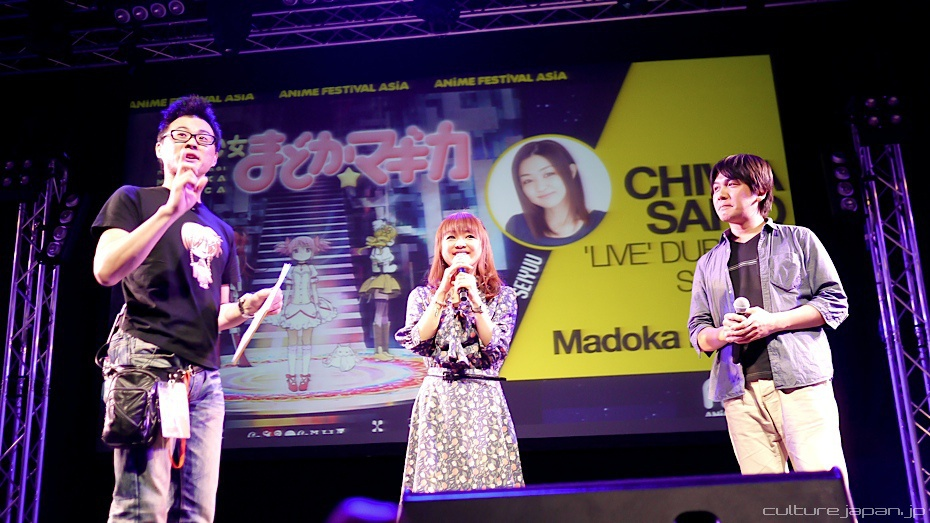
사이토 치와 (중앙) 2011년 축제 중 무대에서

초청 가수로는 미즈키 이치로, FLOW, LiSA, 그리고 Sea*a가 AFA 2일차에 참여했다. May'n, Angela, Kalafina, 이토 카나코 그리고 밀키 홈즈가 3일차에 참여했다.
하츠네 미쿠는 행사 1일차에 자신의 라이브 파티 콘서트를 가졌는데, 이는 일본 외 지역에서 처음으로 개최된 콘서트였다.
사이토 치와, 나카니시 고, 대니 추, 카나메, 우사기가 이 행사의 특별 게스트였다.
기동전사 건담 UC 4화는 일본과 같은 날 상영될 예정이다.

### 2012
6월 말레이시아에서 첫 번째 행사가 개최되고 9월 인도네시아에서 두 번째 행사가 개최되고 11월 싱가포르에서 세 번째 행사가 개최되면서 3개의 행사로 나뉘었다.
대니 추가 세 행사를 모두 주최했다.
세 행사 모두 메이드 카페와 버틀러 카페를 운영했다.
말레이시아 행사는 2012년 6월 9일부터 10일까지 쿠알라룸푸르 푸트라 월드 트레이드 센터에서 개최되었다.
말레이시아 아니송 콘서트 초청 가수로는 1일차에 Kalafina, 쿠로사키 마온, 아이미가, 2일차에 FLOW, Kotoko, Sea*a가 참여했다.
프로덕션 I.G의 이시카와 미츠히사, 이시이 토모히코, 대니 추, 카나메, 그리고 한국의 타샤와 미유코가 행사의 특별 게스트였다.
두 번째 행사는 2012년 9월 1일부터 2일까지 인도네시아에서 열렸고 장소는 자카르타 국제 엑스포였다.
인도네시아 아니송 콘서트 초청 가수로는 1일차에 미즈키 이치로, bless4, 7!!, 그리고 LiSA가, 2일차에 Angela, 스테레오포니, Kotoko, Sea*a가 참여했다.
싱가포르는 2012년의 마지막 행사로, 2012년 11월 9일부터 11일까지 싱가포르 엑스포에서 개최되었다.
니시하라 후미아키, 나카니시 고, 카미야마 켄지, 와타나베 신이치로, 하치오지P가 행사의 특별 게스트였다.
키시오 다이스케와 스피어가 행사의 초청 성우였다.
카나메, 아카츠키 츠카사, 주디, 히코, 미코토, 레이카가 초청 코스플레이어였고, 클라이브와 리치필드는 코스프레 대회 초청 심사위원였다. 일본의 팀 시콘과 인도네시아의 루나 아스터리스크가 행사 기간 동안 특별 코스프레 공연을 선보였다.
싱가포르 아니송 콘서트 초청 가수로는 1일차에 니시카와 다카노리, 2일차에 BABYMETAL, FLOW, FripSide, 리사, M.o.v.e, 그리고 3일차에 May'n, 쿠리바야시 미나미, Sea*a, 스피어였다.
극장판 나루토 질풍전: 로드 투 닌자, 페어리 테일: 불사조의 무녀 및 마법소녀 마도카☆마기카가 행사에서 상영된 영화였다.

### 2013
인도네시아 자카르타와 싱가포르에서 개최되었다. 주제곡 '오리가미'는 발레리 탕(전 Sea*a 멤버)이 불렀다.

### 2014
인도네시아 자카르타와 싱가포르에서 개최되었다. FripSide는 AFA 2012 이후 두 번째로 싱가포르에 왔다. 싱가포르 선텍 시티 컨벤션 홀의 4층 전체를 아우르는 역대 최대 규모로 개최되었으며, 새로운 마스코트 세이카가 소개되었다. 그리고 AFA는 처음으로 일본 외 지역에서 개최되는 첫 니코니코 KUNIKAIGI를 위한 전용 공간을 마련했다! 아마츠키, 이토 카시타로, 게로, ROOT FIVE, 하치오지P, 유요유페, DJ CAESAR, 아이카와 코즈에, 미우메, ARS MAGNA, PCF 등 인기 니코니코 그룹 및 아티스트들이 참여했다! 총 145,000명의 관객이 참여했다.

### 2015
인도네시아 자카르타와 싱가포르에서 개최되었다. 태국 방콕에서는 처음으로 개최되었다.
처음으로 I Love Anisong은 호주 시드니의 SMASH! 시드니 만화 및 아니메 쇼와 협력하여 특별한 하룻밤 콘서트를 개최했다. 이 행사는 2015년 8월 8일 로즈힐 가든에서 열릴 것이다.
초청 게스트는 인기 일본 음악 아티스트인 가르니델리아, DJ 헬로 키티, kz (livetune), 야나기나기이다.

### 2016
인도네시아 자카르타, 싱가포르, 태국에서 개최되었다.
에나코가 AFASG 2016의 첫 일본 게스트 코스플레이어로 참여했다. 이전에는 스탠드 업! 하츠로 알려진 이케테루 하츠가 AFA에 두 번째로 등장했다. 고사카 다이마오의 게스트 출연으로 그의 바이럴 곡 Pen-Pineapple-Apple-Pen이 공연되었다.

### 2017
2017년, 이 행사는 개조된 선텍 싱가포르 컨벤션 & 전시 센터에서 개최될 예정이었다. SOZO (아니메 페스티벌 아시아 주최사)와 Sotsu (C3 이벤트 주최사)는 올해 태국, 인도네시아, 도쿄, 싱가포르, 홍콩(2018)에서 AFA를 개최하기 위한 파트너십을 발표했다. 이 행사는 앞으로 APAC 지역의 주요 도시를 아우르는 새로운 네트워크 이벤트 플랫폼 C3AFA 아래에서 개최될 것이다.

### 2018
2018년, SOZO는 C3AFA 브랜드를 올해도 유지하며, 인도네시아와 싱가포르만 확정되었다. AFA는 싱가포르에서 레드 카펫 행사를 통해 10주년을 기념했다. 2018년은 또한 2024년까지 인도네시아에서 마지막 AFA가 열린 해이기도 하다.

### 2019
2019년, C3AFA2019는 홍콩, 도쿄, 싱가포르에서 개최되었다.
AFASG의 마지막 날에는 May'n과 치하라 미노리가 아니메 케이온!의 "Don't say lazy" 커버 버전을 공연하고, 오오하시 아야카와 타도코로 아즈사가 이들과 합류하여 아니메 디지털 몬스터의 "Butterfly" 커버 버전을 공연하는 특별 협력 무대가 열렸다. 약 12만 명이 행사에 참여했다.

### 2020
2020년, 전 세계적으로 진행 중인 코로나19 범유행으로 인해, AFA는 처음으로 AFA United라는 이름으로 온라인으로 개최되어 2020년 4월 26일에 온라인 콘서트 스트리밍을 진행했다. 9월 5~6일에는 AFA STATION 2020이라는 두 개의 온라인 이벤트가 스트리밍되었고, 2020년 12월 5~6일에는 AFA 싱가포르 2020 온라인이 스트리밍되었다.

### 2021
2021년, AFA STATION은 2021년 3월 6일부터 AFA STATION TV라는 이름으로 월간 온라인 이벤트로 재브랜딩되었다. 올해는 주요 행사가 개최되지 않았다.

### 2022
2020년과 2021년 에디션이 코로나19 범유행으로 인해 온라인으로 개최된 후 3년 만에 오프라인 행사로 개최된 첫 AFA였다. AFA에서 처음으로 홀로라이브 미트(hololive Meet)가 진행되었으며, 버츄얼 유튜버를 위한 최초의 야간 스테이지 세션이 열렸다. 아니송 콘서트는 이전 AFA처럼 3일간 3개의 야간 세션에서 하루 1개의 야간 세션으로 축소되었다. 이번 에디션에서는 145,000명의 기록적인 참석자 수가 집계되었다.

### 2023
AFA는 15주년을 기념했다. 참석자 수는 130,000명이었다.

### 2024
AFA는 5월 3일부터 5일까지 인도네시아에서, 11월 29, 30일과 12월 1일 싱가포르에서 개최되었다.

## 사건
2013년, 한 시민이 킬라킬의 마토이 류코 복장을 한 코스플레이어를 만나자 경찰에 신고했다. 노출이 심했기 때문이었다. 경찰이 축제에 출동했으며, 어떠한 체포도 없이 원만하게 해결되었다.
2016년, 한 판매업자가 원작자의 허락 없이 여러 아티스트의 아트 커버가 있는 상품을 판매하여 저작권을 침해한 혐의를 받았다. 주최측은 다음 날 즉시 해당 판매업자에게 문제의 상품 판매를 중단하라고 지시했다.